# Jonno Devlin
Jonno Devlin (ur. 17 marca 1976) – irlandzki wioślarz, reprezentant Irlandii w wioślarskiej czwórce bez sternika podczas Letnich Igrzysk Olimpijskich w Pekinie.

## Osiągnięcia
- Mistrzostwa Świata – Mediolan 2003 – ósemka – 3. miejsce[1].
- Igrzyska Olimpijskie – Ateny 2004 – ósemka – 9. miejsce[1].
- Mistrzostwa Świata – Gifu 2005 – ósemka – 4. miejsce[1].
- Mistrzostwa Świata – Eton 2006 – ósemka – 5. miejsce[1].
- Igrzyska Olimpijskie – Pekin 2008 – czwórka bez sternika – 10. miejsce[1].